# Филобија
Филобија је личност из грчке митологије.

## Митологија
Била је супруга Персеја, краља града Дардана. Лаодика, Пријамова кћерка, заљубила се у Акаманта и поверила се Филобији. Филобија је наговорила свог супруга да направи гозбу на коју су позвали Акаманта и Лаодику, где су једно другоме изјавили љубав.

## Биологија
Латинско име ове личности (Philobia) је назив за род лептира.